# Combinatieklassement Ronde van Spanje
De witte trui was een trui die vanaf 2006 tot en met 2018 gedragen werd door de leider van het combinatieklassement in de Ronde van Spanje. Van 1970 tot 1974 was de naam regelmatigheidsklassement. Van 1986 tot 1993 ging het klassement om de tussensprints. Tussen 2002 en 2018 werd er gestreden om het combinatieklassement. 
Het combinatieklassement kon men winnen door goede resultaten te behalen in de eindstand, het puntenklassement en het bergklassement. Bijvoorbeeld in 2009, toen Alejandro Valverde 7 punten haalde. Hij werd 1e in het eindklassement, 2e in het puntenklassement en 4e in het bergklassement (1 + 2 + 4 = 7). In 2005 kreeg de leider in dit klassement een goud-groene trui.
Vaak werd het combinatieklassement gewonnen door dezelfde wielrenner die ook het algemeen klassement won. Dit was onder andere het geval tussen 2004 en 2011. De verklaring hiervoor is dat de Ronde van Spanje vrijwel altijd wordt beslist in de aankomsten bergop en een wielrenner die een aankomst bergop wint, krijgt, naast de eventuele tijdwinst ook vele punten voor de sprint- en bergtrui.

## Winnaars combinatieklassement
- 1970:  Guido Reybrouck
- 1971:  Cyrille Guimard
- 1972:  José Manuel Fuente
- 1973:  Eddy Merckx
- 1974:  José Luis Abilleira
- 1986:  Seán Kelly
- 1987:  Laurent Fignon
- 1988:  Seán Kelly
- 1989:  Óscar de Jesús Vargas
- 1990:  Federico Echave
- 1991:  Federico Echave
- 1992:  Tony Rominger
- 1993:  Jesús Montoya
- 2002:  Roberto Heras
- 2003:  Alejandro Valverde
- 2004:  Roberto Heras
- 2005:  Denis Mensjov
- 2006:  Aleksandr Vinokoerov
- 2007:  Denis Mensjov
- 2008:  Alberto Contador
- 2009:  Alejandro Valverde
- 2010:  Vincenzo Nibali
- 2011:  Chris Froome
- 2012:  Alejandro Valverde
- 2013:  Chris Horner
- 2014:  Alberto Contador
- 2015:  Joaquim Rodríguez
- 2016:  Nairo Quintana
- 2017:  Chris Froome
- 2018:  Simon Yates

 winnaars · rode trui · 
 puntenklassement · 
 bergklassement · 
 combinatieklassement · 
 jongerenklassement · 
 ploegenklassement · 
 strijdlust

 Belgische leiderstruidragers · etappewinnaars

 Nederlandse leiderstruidragers · etappewinnaars
1935 · 1936 · 1937 · 1938 · 1939 · 1940 · 1941 · 1942 · 1943 · 1944 · 1945 · 1946 · 1947 · 1948 · 1949 · 1950 · 1951 · 1952 · 1953 · 1954 · 1955 · 1956 · 1957 · 1958 · 1959 · 1960 · 1961 · 1962 · 1963 · 1964 · 1965 · 1966 · 1967 · 1968 · 1969 · 1970 · 1971 · 1972 · 1973 · 1974 · 1975 · 1976 · 1977 · 1978 · 1979 · 1980 · 1981 · 1982 · 1983 · 1984 · 1985 · 1986 · 1987 · 1988 · 1989 · 1990 · 1991 · 1992 · 1993 · 1994 · 1995 · 1996 · 1997 · 1998 · 1999 · 2000 · 2001 · 2002 · 2003 · 2004 · 2005 · 2006 · 2007 · 2008 · 2009 · 2010 · 2011 · 2012 · 2013 · 2014 · 2015 · 2016 · 2017 · 2018 · 2019 · 2020 · 2021 · 2022 · 2023 · 2024 · 2025